# Матей Басараб
Матей I Басараб (рум. Matei Basarab, Иона Матфий Бесараб, Матвей Басараб; 1588, Бранковены — 9 апреля 1654, Бухарест) — наказной господарь земли Влашкой или Валахского княжества или господарства (1632—1654) Оттоманской империи (Порты). 
Один из самых известных и могущественных господарей (в том числе при турецком вассалитете), носил титул «Ио Матей Басараб, Хозяин и Воевода Земли Венгровлахийской и всего Подунавья».

## Биография
Матей Басараб (Матей-Водэ или Матей-воевод) происходил из влиятельного валашского боярского рода. Долгое время возглавлял боярскую оппозицию против политики предоставления титула валашского господаря иностранцам, в частности грекам. Возглавил заговор против валашского господаря Раду XI Ильяша, который был отстранен от престола. В августе 1632 года при военной помощи Трансильвании и турецких пашей Силистрии и Очакова Матей Басараб захватил господарский престол княжества Валахия. В октябре того же 1632 года Матей Басараб разгромил в битве при Обилешти турецкого ставленника Илиаша, после чего стал добиваться в Блистальной Порте своего утверждения на господарском троне. Валашский господарь Матей Басараб отправился в Константинополь, где был представлен турецкому султану и находился в течение месяца. В марте 1633 года Матей Басараб вернулся из Константинополя в Валахию, получив официальное признание от султана и назначение на должность господаря.
Способствовал экономическому развитию Валахии, укреплял власть господаря. Поддерживал близкие отношения с правителем Трансильвании Дьёрдем I Ракоци, с которым в 1635 году заключил союзный договор. Валашско-трансильванские договора продлевались в 1638, 1640, 1647 и 1650 годах. Также заключил мирные договоры с Османской империей (1636), Речью Посполитой (1637), Венецией (1639).
Отношения Матея Басараба с Молдавией после вступления в 1634 году на господарский престол Василия Лупула (Лупу) стали напряжёнными, а затем и откровенно враждебными. Василий Лупу намеревался посадить на валашский престол своего сына Иоанна. Матей Басараб поддерживал Иоанна Могилу, претендента на молдавский трон, проживавшего в Трансильвании. Османская империя тайно подогревала противоречия между Матеем Басарабом и Василием Лупу. После битвы под Фокшанами в ноябре 1637 года начался его конфликт с молдавским господарем Василием Лупу, который видел угрозу в заключении валашско-трансильванского договора. Матей Басараб получил военную помощь от князя Трансильвании Дьердя I Ракоци, а Василий Лупу был вынужден отступить по приказу турецкого султана. Осенью 1637 года Матей Басараб был вторично утверждён султаном на валашском господарском престоле.
В 1639 году молдавский господарь Василий Лупу добился от султана престола Валахии для своего сына Иоанна и низложения Матея Басараба. Василий Лупу совершил второй поход на Валахию в декабре 1639 года, но потерпел поражение в битве у села Ненишорь и вынужден был отступить в Молдавию.
В том же 1639 году при посредничестве князя Трансильвании Дьердя Ракоци между Матеем Басарабом и Василием Лупу было заключено временное перемирие. Второе перемирие наступило в 1644 году при участии митрополита Варлаама. Матей Басараб пробовал освободиться от турецкого влияния, создав с заинтересованными государствами антитурецкую лигу, объединить Валахию с Молдавией.

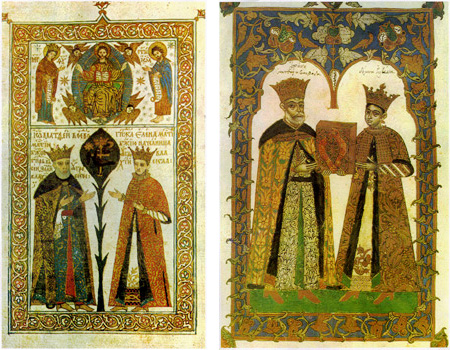

После 1648 года отношения между Матеем Басарабом и Василием Лупу стали вновь ухудшаться. Матей Басараб пользовался поддержкой нового трансильванского князя Дьердя II Ракоци, а Василий Лупу опирался на помощь запорожского гетмана Богдана Хмельницкого и крымского хана Ислам III Герая.
В апреле 1653 года валашский господарь Матей Басараб организовал заговор против молдавского господаря Василия Лупу, поддерживая претендента на молдавский престол Георгия Стефана, вместе с семигородским (трансильванским) князем Дьёрдем II Ракоци вёл борьбу против войск господаря Василия Лупу, который сбежал на Украину, где в мае получил помощь Богдана Хмельницкого. Вместе с казацким войском во главе с Тимофеем Хмельницким Василию Лупу удалось отбить Молдавское княжество, а затем напасть на Валахию. Матей Басараб был ранен в битве под Финтой, но в итоге ему удалось победить Василия Лупу. В следующем году в Валахии началось восстание отрядов сейменов, которым удалось захватить столицу Тырговиште. В ходе переговоров с повстанцами 9 апреля 1654 г. Матей Басараб скончался.
Матей Басараб заботился о хозяйственном и культурном развитии Валахии. С помощью киевского митрополита Петра Могилы открыл типографии в Кымпулунге и Говоре. В 1652 году напечатал первый сборник писаных законов Валахии, которые, по сути, были валахским переводом византийского права (Pravila de la Govora (1640), Pravila lui Matei Basarab (1652)). Открыл первые гуманистические студии в Тырговиште. Был основателем около 45 церквей и монастырей на территории Валахии и Молдавии. Был погребён в основанном им монастыре Арнота. Его сын Константин, в будущем также будет наказным господарём Валахии.

## Семья
- Жена княгиня Елена[3].